# Episodi di The Mommies (seconda stagione)
La seconda e ultima stagione della serie televisiva The Mommies è stata trasmessa in anteprima negli Stati Uniti dalla NBC tra il 2 gennaio 1995 e il 10 giugno 1995.
| nº | Titolo originale           | Titolo italiano | Prima TV USA     | Prima TV Italia |
| -- | -------------------------- | --------------- | ---------------- | --------------- |
| 1  | Tom's Deal                 |                 | 2 gennaio 1995   |                 |
| 2  | The Mother of All In-Laws  |                 | 7 gennaio 1995   |                 |
| 3  | Enter Christine            |                 | 14 gennaio 1995  |                 |
| 4  | Enter Ken                  |                 | 21 gennaio 1995  |                 |
| 5  | Coming Apart               |                 | 28 gennaio 1995  |                 |
| 6  | You Must Remember This     |                 | 4 febbraio 1995  |                 |
| 7  | I Do, I Do Again           |                 | 25 febbraio 1995 |                 |
| 8  | The Dating Pool            |                 | 4 marzo 1995     |                 |
| 9  | Who Am I?                  |                 | 18 marzo 1995    |                 |
| 10 | Mystery Ride               |                 | 18 marzo 1995    |                 |
| 11 | My Roof, My Rules          |                 | 25 marzo 1995    |                 |
| 12 | Selling Out                |                 | 3 aprile 1995    |                 |
| 13 | Four Mommies and a Funeral |                 | 10 giugno 1995   |                 |